# Églises nées au XIXe siècle

Les Églises nées au XIXe siècle ne sont pas toutes considérées comme chrétiennes par le Conseil œcuménique des Églises. 
Parmi elles, on peut citer :
- La Petite Église (1801)
- Les Assemblées de Frères (1826)
- L'Église de Jésus-Christ des saints des derniers jours (1830)
- L'Église catholique apostolique (1832)
- L'Église adventiste du septième jour (1863)
- Les Christadelphes (1865)
- L'Église gallicane (1871)
- L'Église néo-apostolique (1878)
- La Science chrétienne (1879)